# Claude Saint-Sauveur
Claude Saint-Sauveur, orthographié Claude St. Sauveur dans les sources anglophones, (né le 2 janvier 1952 à Saint-Hyacinthe dans la province de Québec au Canada) est un joueur professionnel canadien de hockey sur glace qui joua durant les années 1970 et 1980 dans l’Association mondiale de hockey et dans la Ligue nationale de hockey. Il a aussi évolué dans une équipe de hockey japonaise au début des années 1980. Il a été entraîneur dans la Ligue de hockey junior majeur du Québec avec les Bisons de Granby.

## Biographie

### Joueur
- 12 février 1972 : repêché par l’équipe de Miami/Philadelphie au repêchage général des joueurs de l’AMH
- 08 juin 1972 : repêché par les Golden Seals de la Californie au 4e tour, 54e au total du Repêchage amateur de la LNH 1972
- 01 mai 1973 : transféré à Vancouver après que la franchise des Blazers de Philadelphie est déménagée.
- 07 mai 1975 : droits de l’AMH échangés aux Cowboys de Calgary par les Blazers de Vancouver après que la franchise de Vancouver soit déménagée.
- 23 septembre 1975 : droits de la LNH échangés aux Flames d'Atlanta par les Golden Seals de la Californie pour de l’argent
- 23 septembre 1975 : échangé aux Cowboys de Calgary par les Flames d’Atlanta pour Vic Mercredi
- 01 janvier 1977 : échangé aux Oilers d'Edmonton par les Cowboys de Calgary avec Wayne Connelly et de l’argent
- 01 septembre 1977 : échangé aux Racers d'Indianapolis par les Oilers d’Edmonton avec Kevin Devine, Rusty Patenaude et Barry Wilkins pour Blair MacDonald, Dave Inkpen et Mike Zuke
- 15 décembre 1978 : signe comme agent libre avec les Stingers de Cincinnati après que la franchise des Racers d’Indianapolis soit dissoute.
- Saisons 1981-1982 et 1982-1983 : Évolue avec le Snow Brand Yukijirushi à Sapporo au Japon

### Entraineur
Saint-Sauveur fut l'entraineur des Bisons de Granby durant les saisons 1983-1984 et 1984-1985.

## Statistiques
| Saison     | Équipe                   | Ligue      |     | Saison régulière | Saison régulière | Saison régulière | Saison régulière | Saison régulière |    | Séries éliminatoires | Séries éliminatoires | Séries éliminatoires | Séries éliminatoires | Séries éliminatoires |
| Saison     | Équipe                   | Ligue      | PJ  | B                | A                | Pts              | Pun              | PJ               | B  | A                    | Pts                  | Pun                  |                      |                      |
| 1969-1970  | Castors de Sherbrooke    | LHJMQ      | 26  | 23               | 18               | 41               | 6                | -                | -  | -                    | -                    | -                    |                      |                      |
| 1970-1971  | Castors de Sherbrooke    | LHJMQ      | 62  | 52               | 67               | 119              | 80               | 10               | 11 | 9                    | 20                   | 10                   |                      |                      |
| 1971-1972  | Castors de Sherbrooke    | LHJMQ      | 60  | 53               | 59               | 112              | 97               | 4                | 1  | 2                    | 3                    | 4                    |                      |                      |
| 1972-1973  | Rebels de Roanoke Valley | EHL        | 62  | 55               | 52               | 107              | 99               | 16               | 11 | 13                   | 24                   | 0                    |                      |                      |
| 1972-1973  | Blazers de Philadelphie  | AMH        | 2   | 1                | 0                | 1                | 0                | -                | -  | -                    | -                    | -                    |                      |                      |
| 1973-1974  | Blazers de Vancouver     | AMH        | 70  | 38               | 30               | 68               | 55               | -                | -  | -                    | -                    | -                    |                      |                      |
| 1974-1975  | Blazers de Vancouver     | AMH        | 76  | 24               | 23               | 47               | 32               | -                | -  | -                    | -                    | -                    |                      |                      |
| 1975-1976  | Flames d'Atlanta         | LNH        | 79  | 24               | 24               | 48               | 23               | 2                | 0  | 0                    | 0                    | 0                    |                      |                      |
| 1976-1977  | Cowboys de Calgary       | AMH        | 17  | 0                | 3                | 3                | 2                | -                | -  | -                    | -                    | -                    |                      |                      |
| 1976-1977  | Sharks de Tidewater      | SHL        | 6   | 5                | 7                | 12               | 0                | -                | -  | -                    | -                    | -                    |                      |                      |
| 1976-1977  | Oilers d'Edmonton        | AMH        | 15  | 5                | 7                | 12               | 2                | 5                | 1  | 0                    | 1                    | 0                    |                      |                      |
| 1977-1978  | Racers d'Indianapolis    | AMH        | 72  | 36               | 42               | 78               | 24               | -                | -  | -                    | -                    | -                    |                      |                      |
| 1978-1979  | Racers d'Indianapolis    | AMH        | 17  | 4                | 2                | 6                | 12               | -                | -  | -                    | -                    | -                    |                      |                      |
| 1978-1979  | Stingers de Cincinnati   | AMH        | 16  | 4                | 5                | 9                | 4                | -                | -  | -                    | -                    | -                    |                      |                      |
| 1979-1980  | Admirals de Milwaukee    | LIH        | 43  | 38               | 57               | 95               | 91               | 1                | 0  | 0                    | 0                    | 0                    |                      |                      |
| 1980-1981  | Admirals de Milwaukee    | LIH        | 54  | 34               | 28               | 62               | 88               | 5                | 2  | 3                    | 5                    | 6                    |                      |                      |
| 1981-1982  | Snow Brand Yukijirushi   | Japon      | 30  | 10               | 28               | 38               |                  | -                | -  | -                    | -                    | -                    |                      |                      |
| Totaux AMH | Totaux AMH               | Totaux AMH | 285 | 112              | 112              | 224              | 131              | 5                | 1  | 0                    | 1                    | 0                    |                      |                      |

## Honneurs
- Première équipe d’étoiles de la LHJMQ – Saison 1971-1972
- Meilleur buteur et pointeur – Castors de Sherbrooke – Saison 1971-1972
- Recrue de l’année – Eastern Hockey League – Saison 1972-1973
- Meilleur buteur et pointeur – Rebels de Roanoke Valley – Saison 1972-1973
- Meilleur buteur et pointeur des Racers d’Indianapolis – Saison 1977-1978

## Vie personnelle
Saint-Sauveur a souffert d’un grave accident de voiture en juillet 1976.